# روبرت غاغنيه
روبرت ميلز غانيي (Robert Mills Gagné) (21 أغسطس 1916 - 28 أبريل 2002)، باحث في علم النفس التربوي وأستاذ وعالم أمريكي، ويعتبر من علماء النفس التجريبيين البارزين، اكتسب خبره في علم النفس التربوي واهتم بمشاكل التدريب العسكرية الحربية، ومشاكل التربية منذ سنة 1916، واهتم بتحليل العمل والتصنيف كمدخل لنظريته في التعليم وتصميمه في كتابه (شروط التعلم 1966). اعتقد جانيي أن التعليم جانب مهم من جوانب التربية، وضرورة التخطيط للعمليه التعليمية. وشارك أيضا في تطبيق مفاهيم نظرية تعليمية لتصميم التدريب القائم على الحاسوب والتعلم القائم على الوسائط المتعددة.

## سيرته
في المدرسة الثانوية في بلدة نورث أندوفر، في ولاية ماساتشوستس، قرر غانيي دراسة علم النفس ليكون عالمًا نفسيًا. وفي خطابه الوداعي لعام 1932، قال إنه يجب استخدام علم النفس لتخفيف أعباء الحياة البشرية. حصل على منحة دراسية في جامعة ييل، وحصل على شهادة البكالوريوس في عام 1937. وعمل في قسم الدراسات العليا في جامعة براون، درس «الاستجابة للأثر المشروطة» للفئران البيضاء في ظل ظروف مختلفة كجزء من أطروحة الدكتوراه. كانت أول وظيفة تدريسية لغانيي في الكلية عام 1940، في كلية كونيتيكت للنساء.
تم إيقاف دراساته الأولية عن الأشخاص بدلاً من الفئران بسبب الحرب العالمية الثانية. في السنة الأولى من الحرب في وحدة البحث النفسي رقم 1 في قاعدة ماكسويل الجوية، في ولاية ألاباما، أدار وسجل اختبارات الكفاءة لاختيار وفرز طلاب الطيران. بعد ذلك، تم تعيينه في مدرسة الضباط في شاطئ ميامي. تم تكليفه برتبة ملازم ثان، وتم تعيينه في كلية طب الطيران في قاعده راندولف، في مدينة فورت وورث، في ولاية تكساس.
بعد الحرب العالمية الثانية شغل منصبًا مؤقتًا في هيئة التدريس في جامعة ولاية فلوريدا وعاد إلى كلية كونيتيكت للنساء. في عام 1949، قبل عرضًا للانضمام إلى القوات الجوية الأمريكية التي أصبحت مركز أبحاث  وتدريب  الأفراد في القوات الجوية، حيث كان مديرًا للأبحاث في مختبر المهارات الإدراكية والمهارات الحركية. في عام 1958، عاد إلى الميدان الأكاديمي كأستاذ في جامعة برينستون، حيث حول تركيز بحثه إلى تعلم حل المشكلات وتعلم الرياضيات. في عام 1962، انضم إلى المعاهد الأمريكية للأبحاث، حيث كتب كتابه الأول، شروط التعلم. وقد أمضى وقتًا إضافيًا في الميدان الأكاديمي في جامعة كاليفورنيا في مدينة بيركلي في ولاية كاليفورنيا، حيث عمل مع طلاب الدراسات العليا وقدم مع العالم روهر ورقة في «علم النفس التعليمي».
في عام 1969، إستقر في جامعة ولاية فلوريدا وتعاون مع العالمة الأمريكية (برجز) - بالإنجليزية (L. J. Briggs) في كتاب مبادئ التعلم. ونشر الإصدارين الثاني والثالث من كتابه شروط التعلم.

### حياته الشخصية
أرملة غانيي وتدعى بات وهي عالمة أحياء. لديهم ابن ويدعى سام وابنة وتدعى إيلين. شملت مساعيه غير المهنية العمل في النجارة وقراءة قصص الخيال الحديثة. في عام 1993، تقاعد في بلدة سيجنال ماونتن في ولاية تينيسي مع زوجته.

## نظريته في عملية التعلم
تنص نظرية غانيي على أن هناك العديد من أنواع ومستويات التعلم، ويتطلب كل من هذه الأنواع والمستويات تعليم مصمم خصيصًا لتلبية احتياجات الطالب. بينما يمكن أن يغطي نموذج التعلم الخاص بغانيي جميع جوانب التعلم، فإن تركيز النظرية ينصب على الاحتفاظ بالمهارات الفكرية وصقلها. تم تطبيق النظرية على تصميم التعليم في جميع المجالات، على الرغم من أنه في صيغتها الأصلية إهتمام خاص بالتدريب العسكري.
تتطلب كل فئة أساليب مختلفة من أجل تعلم مجموعة مهارات معينة.

### ثماني طرق للتعلم
في عام 1956، بناءً على درجة تعقيد العملية العقلية، اقترح غانيي نظامًا لتحليل الظروف أو مستويات التعلم المختلفة من البسيط إلى المعقد. وفقًا لغانيي، فإن الترتيب الأعلى للتعلم في التسلسل الهرمي مبني على المستويات الدنيا، مما يتطلب قدرًا أكبر من المعرفة السابقة للتقدم بنجاح. هذا يحلل القدرة النهائية إلى مهارات ثانوية في ترتيب هرمي بحيث يمكن توقع المستويات الدنيا للانتقال الإيجابي للتعلم على مستوى أعلى. تركز الأوامر الأربعة الدنيا على الجوانب السلوكية للتعلم، بينما تركز الأربعة العليا على الجوانب المعرفية. في دراسته الأصلية عن التعليم، من خلال دراسة مستمدة من تحليل تعلم مهمة بناء الصيغ لمجموع سلاسل الأعداد، وصف غانيي الفروق الفردية أو الاختلافات في الذكاء في التعلم.

### خطوات تعليمات التخطيط
1. تحديد أنواع مخرجات التعلم: قد يكون لكل مخرج/ نتيجة متطلب سابق من المعرفة أو مهارات أساسية يجب تحديدها.
2. حدد الشروط الداخلية أو العمليات التي يجب على المتعلم أن يحققها لتحقيق مخرجات التعلم/النتائج.
3. تحديد الشروط الخارجية أو التعليم اللازم لتحقيق مخرجات التعلم/النتائج.
4. حدد سياق التعلم.
5. سجل خصائص المتعلمين.
6. حدد الوسائط للتعليم.
7. خطط من أجل تحفيز المتعلمين.
8. اختبر التعليم مع المتعلمين في شكل تقييم تكويني.
9. بعد استخدام التعليم، يتم استخدام التقييم النهائي للحكم على فعالية التعليم.

### تسع خطوات للتعليم
1. لفت الانتباه: قدم الحافز لضمان استقبال التعليم.
2. أخبر المتعلمين بالهدف التعليمي: ما الذي سيحصل عليه التلميذ من التعليم؟
3. حفز استدعاء التعلم المسبق: اطلب تذكر المعارف الموجودة عند الطالب (المعرفة السابقة أو القبلية) ذات الصلة.
4. قدم الحافز: اعرض المحتوى.
5. تقديم إرشادات التعلم.
6. أداء ضمني (تدريب): يستجيب المتعلمون لإثبات المعرفة.
7. تقديم التغذية الراجعة: تقديم ملاحظات مفيدة حول أداء المتعلم.
8. تقييم الأداء: المزيد من الأداء والمزيد من الملاحظات لتعزيز المعلومات.
9. تعزيز الاحتفاظ والنقل إلى سياقات أخرى.

### تقييم التعليم
1. هل تم تحقيق الأهداف؟
2. هل البرنامج الجديد أفضل من السابق؟
3. ما هي الآثار الإضافية التي يتضمنها البرنامج الجديد؟

والغرض من ذلك هو توفير بيانات عن الجدوى والكفاءة لتطوير وتحسين الدورة أو المساق.
يهتم التقييم بفاعلية المقرر أو البرنامج فيما يتعلق بأداء الطالب. بناءً على أداء الطالب، يتم اتخاذ تدابير تتوافق مع قدرات الطالب التي يهدف البرنامج إلى تحقيقها.
يقول غانيي، عند تحليل شرط التعلم بموضوعية، «نظرًا لأن الهدف من التدريس هو التعلم، فإن التركيز الأساسي للاشتقاق العقلاني للتقنيات التعليمية هو المتعلم البشري. يجب أن يأخذ تطوير الإجراءات التعليمية السليمة عقلانيًا في الاعتبار خصائص المتعلم مثل بدء القدرات والنضج التجريبي وحالات المعرفة الحالية. تصبح هذه العوامل معلمات لتصميم أي برنامج تعليمي معين.» 

## الجوائز
- العضوية في فاي بيتا كابا وسيجما كاي والأكاديمية الوطنية للتعليم.
- جائزة محاضرة بارزة من جمعية التعليم الهندسي.
- جائزة Phi Delta Kappa للبحث التربوي المتميز.
- جائزة EL Thorndike في علم النفس التربوي.
- جائزة جون سميث التذكارية من المعهد الفيكتوري للبحوث التربوية.
- الأستاذ المتميز روبرت أوتون، أعلى جامعة في ولاية فلوريدا.
- الجائزة العلمية للجمعية الأمريكية لعلم النفس لتطبيقات علم النفس.
- جائزة أفضل شخص في مجال تكنولوجيا التعليم.
- جائزة AECT للمعلمين والباحثين المتميزين [13]

## وصلات خارجية
- محادثة على الصفحة الرئيسية للتصميم التعليمي نسخة محفوظة 1 مايو 2011 على موقع واي باك مشين. (حلقة فيديو Gagné وMerrill)
- مراحل التدريس الأربعة لغانيي
- Richey، Rita C. (2000) إرث روبرت م.غانييه
- نقاش حول التصميم التعليمي نسخة محفوظة 1 مايو 2011 على موقع واي باك مشين. (حصة تدريبية لغانيي وميريل - فيديو)